# Kavan Reece
Kavan Reece, né le 4 août 1979 à Los Angeles en Californie, est un acteur américain connu essentiellement pour avoir joué le rôle d'Edward dans la série télévisée Life on Top.

## Filmographie
- 2001 : Buffy contre les vampires saison 6, un épisode dans le rôle de Justin.
- 2011 : Life on Top : Edward (6 épisodes)
- 2004 : Dante's Cove : Toby (Pilote inédit)

That 70s show   Dans le rôle de Chip.   1 épisode